# Esk Island
Esk Island ([Soopun Island) är en ö i Australien. Den ligger i kommunen Palm Island och delstaten Queensland, omkring 1 200 kilometer nordväst om delstatshuvudstaden Brisbane. Arean är 0,50 kvadratkilometer. Den sträcker sig 1,0 kilometer i nord-sydlig riktning, och 0,8 kilometer i öst-västlig riktning.
Savannklimat råder i trakten. Genomsnittlig årsnederbörd är 1 653 millimeter. Den regnigaste månaden är februari, med i genomsnitt 412 mm nederbörd, och den torraste är september, med 12 mm nederbörd.